# Murgh makhani
Gà hầm bơ hoặc Murg makhani (tiếng Hindi: मुर्ग़ मक्खनी) (phát âm [mʊrg ˈmək.kʰə.niː]) là một món ăn có nguồn gốc từ tiểu lục địa Ấn Độ, làm từ thịt gà trong nước sốt cà chua được tẩm gia vị nhẹ.

## Lịch sử và món ăn
Món ăn được phát triển vào năm 1947 bởi những người sáng lập nhà hàng Moti Mahal ở Delhi, Ấn Độ. Món ăn được tạo ra một cách "tình cờ" khi trộn thịt gà còn sót lại trong nước sốt cà chua, nhiều bơ và kem. Năm 1974, một công thức được công bố cho món "Murgh Makhani" (gà Tandoori nấu trong bơ và sốt cà chua) ". Năm 1975, cụm từ tiếng Anh "butter chicken" lần đầu tiên xuất hiện trên báo in, như một đặc sản của nhà hàng Ấn Độ Gaylord ở Manhattan. Ở Úc và New Zealand, nó cũng được dùng làm nhân bánh.  Món ăn này phổ biến ở Ấn Độ và nhiều nước khác.

## Chế biến
Gà được ướp trong vài giờ trong hỗn hợp nước cốt chanh, dahi (sữa chua) ớt đỏ Kashmir, muối, garam masala và bột gừng tỏi.
Gà thường được nấu trong lò nướng tandoor (lò đất sét truyền thống), nhưng có thể được nướng, quay hoặc chiên áp chảo và được phục vụ trong nước sốt cà ri chứa bơ. Nước sốt làm từ cà chua và hành tây được đun nhỏ lửa cho đến khi nó trở nên sánh mịn và nước bay hơi đi hết. Có nhiều biến thể về thành phần và độ cay của nước sốt, trong đó có loại nước sốt được sàng để rồi trở nên mịn như nhung. Gia vị có thể bao gồm bạch đậu khấu, thì là, đinh hương, quế, rau mùi, hạt tiêu, garam masala và cỏ ca ri (Punjabi/Hindi: kasuri methi). Kem có thể được sử dụng trong nước sốt hoặc để trang trí. Bột điều có thể được sử dụng như một chất làm đặc và cuối cùng được trang trí cùng với rau mùi.